# سانت‌آنیزه این آگونه
سانت‌آنیزه این آگونه (ایتالیایی: Sant'Agnese in Agone) یک کلیسای باروک قرن هفدهمی در شهر رم ایتالیا می‌باشد که رو به پیاتسا ناوونا و در مکانی واقع شده است که آنیزه مقدس (یکی از قدیسه‌های دوران آغازین تاریخ مسیحیت) به شهادت رسید. ساخت این کلیسا در سال ۱۶۵۲ آغاز شد و معماران اصلی آن جیرولامو رائینالدی، کارلو رائینالدی و فرانچسکو بورومینی بودند.
این کلیسا امروزه علاوه بر مراسم مذهبی، مکان برگزاری موسیقی کلاسیک، موسیقی مجلسی و اپرا است.

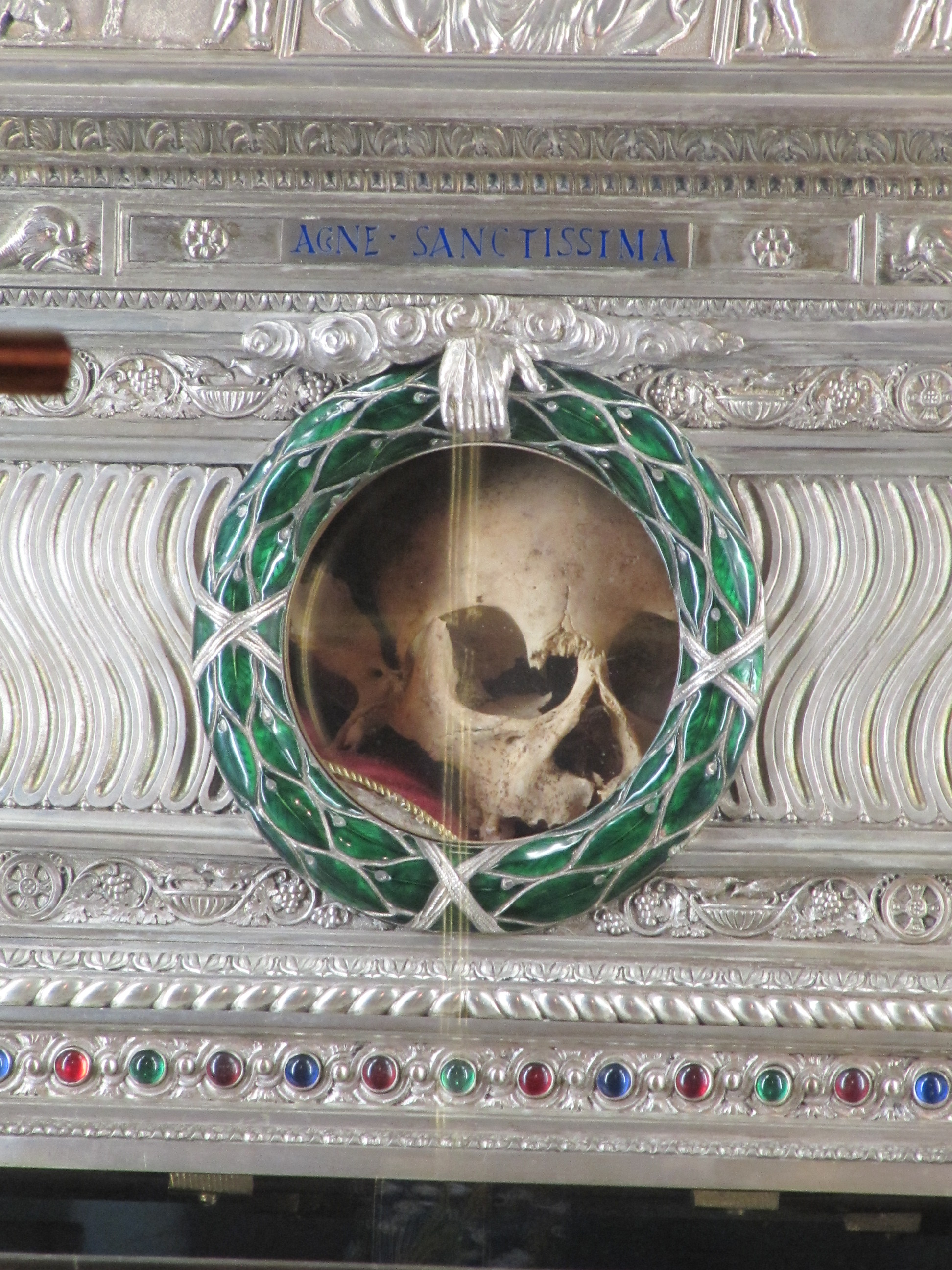
جمجمهٔ آنیزه مقدس

در این کلیسا پیکره‌ها و تندیس‌هایی از مجسمه‌سازان نامداری چون ارکوله فراتا، آنتونیو راجی، دومنیکو گوئیدی وجود دارد و فوارهٔ چهار رودخانه جان لورنتسو برنینی نیز درست در جلوی کلیسا ساخته شده است. آویزها و بخش‌های سه‌گوش زیر گنبد، بر پایهٔ فضایل چهارگانه، توسط یکی از شاگردان و پیروان برنینی به نام جووانی باتیستا گائولی نقاشی شده است.
عبارت in agone (این آگونه) در عنوانِ این کلیسا، ارتباطی با واژه‌های agony (رنج و عذاب) و martyr (شهادت) ندارد. «این آگونه» در واقع نام باستانی پیاتسا ناوونا است و ریشه‌ای یونانی دارد که به معنای «در جایگاه حریفان» است؛ چرا که این کلیسا در مکان یک استادیوم ورزشی باستانی به سبک یونانی‌ها ساخته شده بود.